# Kadur
Kadur – powiastka filozoficzna Ignacego Krasickiego ze zbioru Powieści wschodnie o kalekim żebraku z Damaszku, który swoim ułomnościom zawdzięcza życie i szczęście.

## Treść

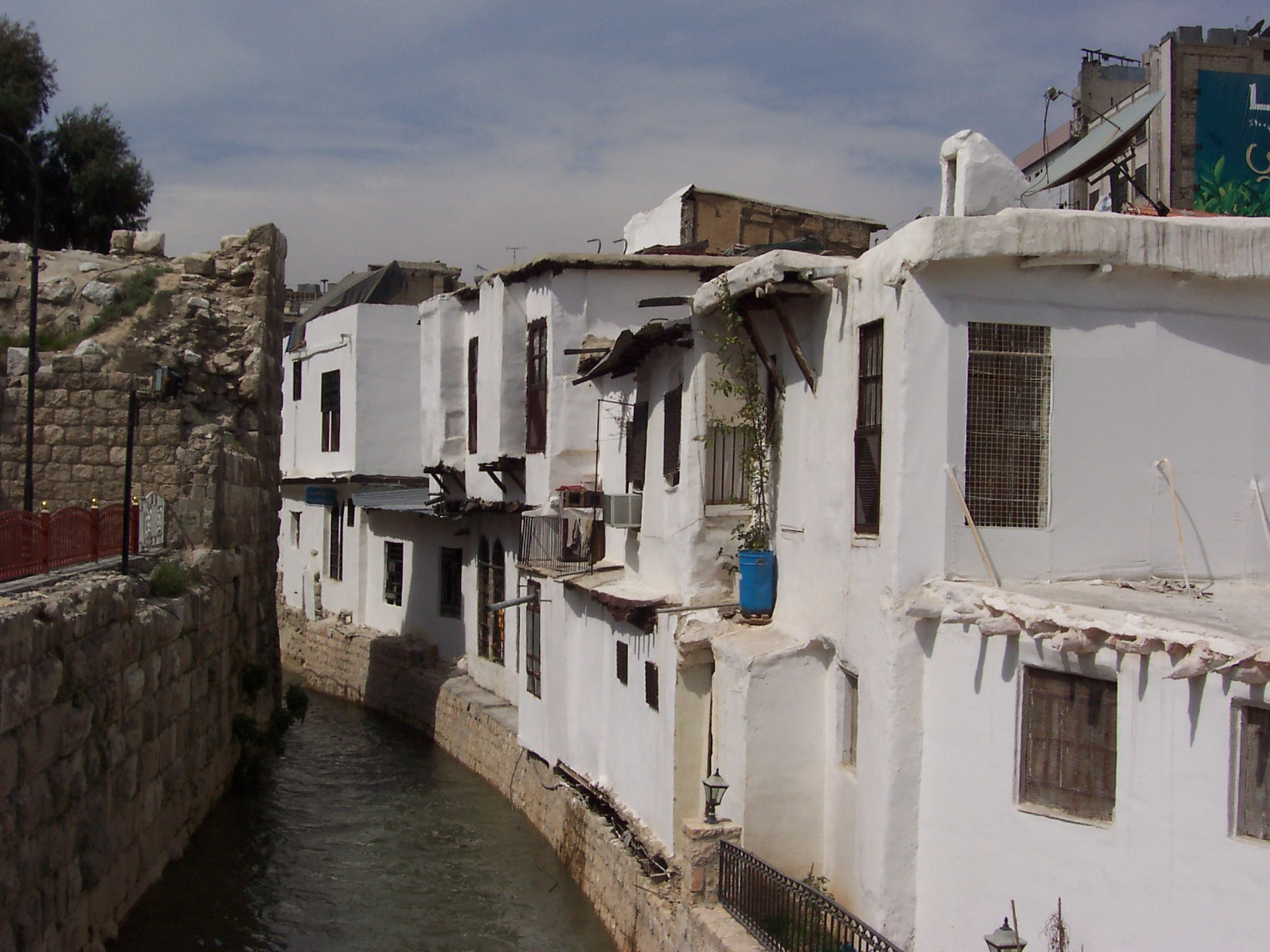
Rzeka Barada w Damaszku

Żył w Damaszku żebrak imieniem Kadur, mały, ślepy na jedno oko, z garbem na plecach i nogą chromą. Wyżebrane pieniądze zbierał, by kupić sobie dom na starość. Któregoś dnia został jednak okradziony i w rozpaczy postanowił utopić się w rzece, ale że był kulawy potknął się i nie spełnił swego zamiaru. Na brzegu spotkał starca, który dodał mu otuchy. Wyruszył tedy w podróż do Bagdadu. Po drodze spotkał kupiecką karawanę, jego jąkanie tak rozśmieszyło kupców, że go zabrali ze sobą. Karawana została niewiele później złupiona przez zbójców. Kadura, jako że nic nie miał oszczędzono. Zaś jeden ze zbójców, imieniem Gumlach, ślepy na jedno oko i kulawy, tak się ucieszył ich wzajemnym podobieństwem, że mu podarował swoją delię i turban. Rozpoznany w pobliskim mieście jako Gumlach-zabójca, został skazany na śmierć. Gdy go jednak z szat obnażono, okazało się, że jest garbaty, a Gumlach nie był. Został więc wypuszczony wolno. Za miastem przyłączył się do innego wędrowca. Gdy się zatrzymali na postój, spróbowali orzechów wiszących na gałęzi. Kadur jednak, z braku zębów, nie umiał ich pogryźć i musiał ku swemu niezadowoleniu wypluć je. Jego towarzysz zaś skoro połknął pierwszy owoc, natychmiast umarł.
Przejeżdżający drogą rycerz kazał pochować zmarłego, a Kadura wziął ze sobą. Żebrak zachwycał się wspaniałością jego zamku, a wówczas rycerz zapewnił go, że wszystko to może być jego, jeśli zdecyduje się związać z dziedziczką tych dóbr, jego córką, dziewczyną mądrą ale bardzo szpetnąː chromą garbatą i ślepą na jedno oko jak on, a nadto jeszcze całą pomarszczoną i z wystającymi zębami. Wzdrygnął się Kadur na jej widok, ale nie cofnął swego słowa. Wówczas zjawił się przed nim starzec, którego spotkał w Damaszku i ukazując mu jak jego ułomności mu się przysłużyły, rzekł, że częstokroć, co wy ludzie nazywacie nieszczęściem, darem jest Bożym. Jakoż ledwie zniknął postać Kadura się odmieniła, a w tym samym czasie i postać jego narzeczonej. Stał się zdrowym, młodym mężczyzną, pojął młodą śliczną i młodą kobietę za żonę i miał z nią wiele dzieci i wnucząt.

## Analiza
Utwór przypomina wydaną po raz pierwszy przez S. Szymańskiego w Zbiorze anekdotów powiastkę Nahamir, czyli usprawiedliwienie Opatrzności. Również bohater Szymańskiego jest kalekim żebrakiem (kulawym, jednookim, garbatym i bezrękim), tyle że żyjącym w Bagdadzie. Obydwaj dzięki swemu kalectwu unikają wielu nieszczęść. Starzec cudotwórca tłumaczy Kadurowiː żeś był kulawym, skok twój ku rzece był przyczyną upadku, a ten upadek wybawił cię od utopienia... iąkanie twoie rozśmieszyło kupców, i zyskałeś niem towarzystwo karawany,... garb twóy wybawił cię, gdy iuż wzniesiony miecz katowski nad sobą widziałeś, żeś zębów nie miał, uszedłeś trucizny w orzechach. Podobnie Nahamirː dzięki brzydocie uszedł przed miłością żony Kadiego, co przypłaciłby życiem, brak oka uchronił go przed zawodem eunucha, szczudło przed upadkiem w przepaść, brak ręki przed wdaniem się w śmiertelną bójkę. Ich wcześniejsze losy są jednak odmienne. Podczas gdy Kadur był od dzieciństwa ubogim kaleką, Nahamir był niegdyś zdrowy i bogaty, miał żonę i dzieciː śmierć zabrała mu bliskich, krewni majątek, choroba zdrowie. Różny jest też finał obydwu opowieści. Kadur dzięki wyrokom Opatrzności i różdżce czarodziejskiej tajemniczego starca, odzyskał zdrowie i poślubił piękną kobietę, Nahamir otrzymał tylko słowa pocieszenia. Opowiadanie Krasickiego góruje nad swym pierwowzorem zarówno fabularnymi rozwiązaniami, jak i żywością opowiadania, rozwlekłe opowiadanie Nahamira zastąpił biskup warmiński szeregiem barwnie przedstawionych wydarzeń. Główny bohater opowieści jest istotą żywą i wrażliwą, której losy czytelnik śledzi z zainteresowaniem i współczuciem, bezwiednie wyciągając z jego przygód naukę moralną.
Utwór został wydany po raz pierwszy w 1788 roku w II tomie Listów i pism różnych, a w 1803 roku w VI tomie Dzieł zebranych.